# Pitbull. Ostatni pies
Pitbull. Ostatni pies – polski film sensacyjny w reżyserii Władysława Pasikowskiego, którego premiera odbyła się 15 marca 2018. Film jest czwartą częścią serii Pitbull.
Okres zdjęciowy rozpoczął się 12 września 2017. W styczniu 2018 zaprezentowano oficjalny zwiastun filmu.

## Fabuła
Kiedy ginie Soczek, partner Majamiego, policjanci z wydziału terroru rozpoczynają śledztwo. Schwytanie sprawcy uważają nie tylko za swój obowiązek, ale też punkt honoru. Wydział jest przetrzebiony zmianami organizacyjnymi i zwolnieniami. W tej sytuacji, aby stawić czoła gangsterom, stołeczny komendant ściąga do Warszawy rozproszonych po prowincji, doświadczonych policjantów. W stolicy pojawiają się Despero (Marcin Dorociński), Metyl (Krzysztof Stroiński) oraz – prosto z Waszyngtonu – Nielat, zwany obecnie Quantico (Rafał Mohr). W walce o dominację nad miastem, toczonej między gangami z Pruszkowa i Wołomina, pojawia się trzeci, znaczący gracz – Czarna Wdowa (Doda).

## Obsada
- Marcin Dorociński jako kom.  Sławomir Desperski „Despero”
- Krzysztof Stroiński jako Mirosław Saniewski „Metyl”
- Dorota Rabczewska jako Mira Gawrońska
- Rafał Mohr jako podinsp. Krzysztof Magiera „Quantico”
- Cezary Pazura jako Mieczysław „Gawron” Gawroński
- Adam Woronowicz jako „Junior” Gawroński
- Marian Dziędziel jako komendant (w stopniu nadinspektora)
- Agnieszka Kawiorska jako Mona
- Mirosława Maludzińska jako Babula
- Izabela Kuna jako Regina
- Jacek Król jako „Kowal”
- Michał Kula jako Władysław Barszczyk
- Paweł Iwanicki jako „Lupa”
- Zbigniew Zamachowski jako „Gawełek”
- Aleksandra Radwan jako Ulka
- Adam Hadi jako „Arab”
- Bartłomiej Nowosielski jako „Gruby”
- Krzysztof Kiersznowski jako Karwański
- Sławomir Sulej jako Karaś
- Piotr Chojnowski jako „Soczek”
- Marek Kossakowski jako Górski
- Katarzyna Kwiatkowska jako sąsiadka
- Agata Wojciechowicz jako Agata
- Marcin Stępniak jako „Ateciak”
- Dobromir Dymecki jako „Obuch”
- Artur Szpilka jako bokser
- Dereck Chisora jako bokser
- Karol Pocheć jako „Wołowina”
- Joanna Osyda jako Samanta
- Mateusz Banasiuk jako „Młody”
- Jadwiga Jankowska-Cieślak jako patolog
- Katarzyna Nosowska jako kobieta na posterunku